# Nielsonia serrata
Nielsonia serrata är en insektsart som beskrevs av Godoy et Nielson 1999. Nielsonia serrata ingår i släktet Nielsonia och familjen dvärgstritar. Inga underarter finns listade i Catalogue of Life.